# فابيو غاما
فابيو غاما دوس سانتوس (بالبرتغالية: Fábio Gama dos Santos‏) المعروف باسم فابيو غاما (ولد في 2 أكتوبر 1992 في البرازيل) لاعب كرة قدم برازيلي يجيد اللعب في مركز الوسط المهاجم وبدرجة أقل المهاجم والجناح الأيسر. يلعب حاليا لصالح البسيتين البحريني منذ 2023.

## المسيرة الرياضية

### الأندية
في 1 يناير 2012 بدأ مسيرته الرياضية في باهيا البرازيلي. في موسمه الأول 2012 وفي بطولة ولاية بايانو ساهم في تتويج فريقه بالبطولة بعدما تغلب في المباراة النهائية على فيتوريا بأفضلية الترتيب في جدول الترتيب بعد تعادلهما 3-3 في مجموع المباراتين ليحقق فابيو غاما أولى بطولاته الشخصية. وفي بطولة دوري الدرجة الأولى ساهم في احتلال فريقه المركز الخامس عشر برصيد 47 نقطة من 38 مباراة بفارق ست نقاط عن منطقة الهبوط. وفي بطولة كأس البرازيل ساهم في وصول فريقه إلى الدور الربع النهائي عندما خسر من غريميو 1-4 في مجموع المباراتين. وفي بطولة كوبا سود أمريكانا خرج فريقه من الجولة الأولى عندما خسر من ساو باولو البرازيلي 0-4 في مجموع المباراتين.
في 1 يناير 2013 انتقل فابيو غاما من باهيا إلى بوتافوغو اس بي البرازيلي بنظام الإعارة لمدة نصف موسم. في النصف الأول من موسم 2013 وفي بطولة باوليستا ساهم في وصول فريقه إلى الدور الربع النهائي عندما خسر من موجي ميريم 0-6. في 30 أبريل 2013 انتقل الإعارة وعاد فابيو غاما إلى باهيا.
في 1 يونيو 2013 انتقل فابيو غاما من باهيا إلى بوتافوغو اس بي في صفقة انتقال حر. في موسمه الوحيد 2013 وفي بطولة دوري الدرجة الرابعة خرج فريقه من دور المجموعات عندما احتل المركز الرابع في المجموعات الثامنة برصيد تسع نقاط من ثماني مباريات.
في 1 يناير 2014 انتقل فابيو غاما من بوتافوغو اس بي إلى سيرانو البرازيلي في صفقة انتقال حر. في موسمه الوحيد 2014 وفي بطولة ولاية بايانو ساهم في وصول فريقه إلى الدور النصف النهائي عندما خسر من باهيا 1-2 في مجموع المباراتين.
في 1 يناير 2015 انتقل فابيو غاما من سيرانو إلى بوتافوغو البرازيلي في صفقة انتقال حر. في موسمه الوحيد 2015 وفي بطولة ولاية بارايبا ساهم في احتلال فريقه المركز الثاني برصيد تسع نقاط من ست مباريات في الدوري الرباعي لتحديد البطل.
في 14 أغسطس 2015 انتقل فابيو غاما من بوتافوغو إلى أوبيراريو البرازيلي في صفقة انتقال حر.
في 12 يناير 2016 انتقل فابيو غاما من أوبيراريو إلى غاما البرازيلي في صفقة انتقال حر. في موسمه الوحيد 2016 وفي بطولة ولاية برازيليا ساهم في وصول فريقه إلى الدور النصف النهائي عندما خسر من لويزيانا بركلات الترجيح بعد تعادلهما 2-2 في مجموع المباراتين.
في 23 يونيو 2016 انتقل فابيو غاما من غاما إلى أيه بي سي البرازيلي في صفقة انتقال حر. في موسمه الوحيد 2016 وفي بطولة دوري الدرجة الثالثة ساهم في وصول فريقه إلى الدور النصف النهائي عندما خسر من غواراني 4-6 في مجموع المباراتين وبالتالي صعد إلى الدرجة الثانية.
في 6 يناير 2017 انتقل فابيو غاما من أيه بي سي إلى كامبينينزي البرازيلي في صفقة انتقال حر. في موسمه الوحيد 2017 وفي بطولة ولاية بارايبا ساهم في وصول فريقه إلى الدور النصف النهائي عندما خسر من تريزه 1-2 في مجموع المباراتين.
في 1 يونيو 2017 انتقل فابيو غاما من كامبينينزي إلى إيتابايانا البرازيلي في صفقة انتقال حر. في موسمه الوحيد 2017 وفي بطولة دوري الدرجة الرابعة خرج فريقه من دور المجموعات بعدما احتل المركز الرابع الأخير في المجموعة الثامنة برصيد خمس نقاط من ست مباريات.
في 1 يناير 2018 انتقل فابيو غاما إلى إيتابايانا إلى غاما مجددا في صفقة انتقال حر. في موسمه الوحيد 2018 وفي بطولة ولاية برازيليا ساهم في وصول فريقه إلى الدور الربع النهائي عندما خسر من لويزيانا 1-2 في مجموع المباراتين.
في 18 أبريل 2018 انتقل فابيو غاما من غاما إلى ترابالهادوريس البرازيلي في صفقة انتقال حر.
في 17 يوليو 2018 انتقل فابيو غاما من ترابالهادوريس إلى فارنامو السويدي في صفقة انتقال حر. في موسمه الوحيد 2018 وفي بطولة دوري الدرجة الثانية ساهم في احتلال فريقه المركز الثالث عشر برصيد 32 نقطة من 30 مباراة بفارق نقطتين عن منطقة الأمان وبالتالي تأهل إلى تصفيات الهبوط حيث خسر من سيريانسكا 2-3 في مجموع المباراتين ليهبط فريقه إلى الدرجة الثالثة.
في 12 يناير 2019 انتقل فابيو غاما من فارنامو إلى يونشوبينغ سودرا السويدي في صفقة انتقال حر. في موسمه الأول 2019 وفي بطولة دوري الدرجة الثانية ساهم في احتلال فريقه المركز الرابع برصيد 52 نقطة من 30 مباراة بفارق نقطتين عن صاحب المركز الثالث المؤهل إلى تصفيات الصعود.
في موسمه الثاني 2020 وفي بطولة كأس السويد ساهم في وصول فريقه إلى دور المجموعات (دور32) عندما خرج منه باحتلاله المركز الثالث برصيد أربع نقاط من ثلاث مباريات. في 17 مارس 2020 تم فسخ العقد بين الطرفين.
في 23 أكتوبر 2020 انتقل فابيو غاما إلى أشانتي كوتوكو الغاني في صفقة انتقال حر. في موسمه الأول 2020-2021 وفي بطولة دوري الدرجة الممتازة ساهم في احتلال فريقه المركز الثاني برصيد 57 نقطة من 34 مباراة بفارق أربع نقاط من هارتس أوف أوك. في نهاية الموسم لعب 28 مباراة في الدوري وسجل 4 أهداف وقدم 6 تمريرات حاسمة وفاز بـ 4 جوائز رجل في المباراة. كما تم ترشيحه لجائزة غانا لكرة القدم لأفضل لاعب في المنزل لهذا العام. كان يُنظر إليه علنا على أنه أفضل لاعب في الدوري الغاني الممتاز بما في ذلك اللاعب الدولي الغاني السابق تشارلز تيلور. في أكتوبر 2021 برز غاما باعتباره اللاعب الأكثر جاذبية في الدوري الغاني الممتاز بناء على تقرير الدوري الغاني الممتاز لعام 2021 الصادر عن المركز الرياضي الأفريقي للبيانات والبحوث والتكنولوجيا خلفا لمهاجم النجوم السوداء السابق أسامواه جيان الذي انضم إلى ليغون سيتيز في الموسم السابق. وفي بطولة كأس الاتحاد الغاني ساهم في وصول فريقه إلى المباراة النهائية عندما خسر من هارتس أوف أوك بركلات الترجيح. وفي بطولة دوري أبطال أفريقيا ساهم في وصول فريقه إلى الدور32 عندما خسر من الهلال السوداني 0-3 في مجموع المباراتين. ثم انتقل للعب في بطولة كأس الكونفيدرالية الأفريقية خرج من الجولة الأولى عندما خسر في الدور32 من وفاق سطيف الجزائري 1-2 في مجموع المباراتين.
في موسمه الثاني 2021-2022 وفي بطولة دوري الدرجة الممتازة ساهم في تتويج فريقه بالبطولة بعدما تصدر الترتيب برصيد 67 نقطة من 34 مباراة بفارق 11 نقطة عن الوصيف ميدياما ليحقق فابيو غاما ثاني بطولاته الشخصية.
في 18 يوليو 2022 انتقل فابيو غاما من أشانتي كوتوكو إلى المحرق البحريني في صفقة انتقال حر.

### المنتخبات
شارك غاما مع منتخب البرازيل تحت 17 سنة وتحت 20 سنة. بعد اللعب مع أشانتي كوتوكو في غانا والذي ورد ذكره في مقابلة في محطة إذاعية بيور إف إم في أبريل 2021 أنه سيفكر في تبديل الجنسية إذا أبدت غانا اهتماما به لكنه لا يستطيع أن يقول «لا» ولا يقول «نعم» في ذلك الوقت.

## الإنجازات

### الأندية
- باهيا
  - دوري ولاية بايانو (1): 2012
- أشانتي كوتوكو
  - الدوري الغاني الممتاز (1): 2021-2022

### الفردية
- أفضل لاعب في الدوري الغاني الممتاز (1): 2021

## وصلات خارجية
- فابيو غاما على موقع قاعدة بيانات كرة القدم.إي يو (الإنجليزية)
- فابيو غاما على موقع Soccerway.com (الإنجليزية)
- فابيو غاما على موقع عالم كرة القدم.نت (الإنجليزية)
- فابيو غاما على موقع GSA (الإنجليزية)